# 霍赫诺伊基兴-格沙伊特
霍赫诺伊基兴-格沙伊特是奥地利下奥地利州维也纳新城城郊县的一个市镇。总面积35.13平方公里，总人口1728人，人口密度49.2人/平方公里（2005年）。